# Poleane, Trosteaneț
Poleane (în ucraineană Поляне) este un sat în comuna Semerenkî din raionul Trosteaneț, regiunea Sumî, Ucraina.

## Demografie
Componența lingvistică a localității Poleane
     Rusă (80,13%)
     Ucraineană (19,7%)
     Alte limbi (0,17%)
Conform recensământului din 2001, majoritatea populației localității Poleane era vorbitoare de rusă (80,13%), existând în minoritate și vorbitori de ucraineană (19,7%).